# Ben Green (matemático)
Ben Joseph Green (nacido el 27 de febrero de 1977) es un matemático británico, especializado en combinatoria y teoría de números. Ejerce como Profesor Waynflete de Matemáticas Puras en la Universidad de Oxford, y es miembro de la Royal Society desde 2010.

## Semblanza
Green nació en 1977 en Bristol, Inglaterra. Estudió en escuelas locales de su localidad natal, compitiendo en la Olimpiada Internacional de Matemática en 1994 y 1995. Ingresó en el Trinity College (Cambridge) en 1995 y completó su licenciatura en matemáticas en 1998, ganando el título de Senior Wrangler. Permaneció en la Parte III de los Tripos de Matemáticas y obtuvo su doctorado bajo la supervisión de William Timothy Gowers, con una tesis titulada "Temas de combinatoria aritmética" (2003). Durante su doctorado pasó un año como estudiante visitante en la Universidad de Princeton. Fue investigador en el Trinity College de Cambridge entre 2001 y 2005, antes de convertirse en profesor de matemáticas en la Universidad de Brístol entre enero de 2005 y septiembre de 2006; y luego en el primer Profesor Herchel Smith de Matemática Pura en la Universidad de Cambridge entre septiembre de 2006 y agosto de 2013. Se convirtió en  Profesor Waynflete Professor de Matemáticas Puras en la Universidad de Oxford el 1 de agosto de 2013. También fue investigador asociado del Instituto Clay de Matemáticas y ocupó varios cargos en otras instituciones, como la Universidad de Princeton, la Universidad de Columbia Británica y el Instituto de Tecnología de Massachusetts.

## Trabajo matemático
La mayor parte de la investigación de Green está centrada en los campos de la teoría analítica de números y en combinatoria aditiva, pero también tiene resultados en análisis armónico y en teoría de grupos. Su teorema más conocido, demostrado junto con su frecuente colaborador Terence Tao, establece que existen progresiones aritméticas arbitrariamente largas en la secuencia de los números primos, enunciado que se conoce como el teorema de Green-Tao.
Entre los primeros resultados de Green en combinatoria aditiva se encuentran una mejora de un resultado de Jean Bourgain del tamaño de las progresiones aritméticas en conjuntos suma, así como una prueba de la conjetura de Cameron-Erdős en conjuntos sin suma de números naturales. También demostró un lema de regularidad aritmética para funciones definidas en los primeros {\displaystyle N} números naturales, algo análogo al lema de regularidad de Szemerédi para grafos.
De 2004 a 2010, en trabajo conjunto con Terence Tao y Tamar Ziegler, desarrolló el llamado análisis de Fourier de orden superior. Esta teoría relaciona las normas de Gowers con objetos conocidos como las nilsecuencias. La teoría deriva su nombre de estas nilsecuencias, que juegan un papel análogo al papel que juegan los caracteres en el análisis de Fourier clásico. Green y Tao utilizaron el análisis de Fourier de orden superior para presentar un nuevo método para contar el número de soluciones de ecuaciones simultáneas en ciertos conjuntos de números enteros, incluidos los números primos. Esto generaliza el enfoque clásico usando el método del círculo de Hardy-Littlewood. Muchos aspectos de esta teoría, incluidos los aspectos cuantitativos del teorema inverso de las normas de Gowers, siguen siendo objeto de investigación en curso.
Green también ha colaborado con Emmanuel Breuillard en temas de teoría de grupos. En particular, junto con Terence Tao, probaron un teorema de estructura para grupos aproximados, generalizando el teorema Freiman-Ruzsa en conjuntos de números enteros con pequeñas duplicaciones. Green también tiene trabajos, junto con Kevin Ford y Sean Eberhard, sobre la teoría del grupo simétrico, en particular sobre qué proporción de sus elementos fijan un conjunto de tamaño {\displaystyle k}.
Green y Tao también tienen un artículo sobre geometría combinatoria algebraica, que resuelve la conjetura de Dirac-Motzkin (véase el teorema de Sylvester-Gallai). En particular, prueban que, dada cualquier colección de {\displaystyle n} puntos en el plano que no sean todos colineales, si {\displaystyle n} es lo suficientemente grande, entonces debe existir al menos {\displaystyle n/2} líneas rectas en el plano que contengan exactamente dos de los puntos.
Kevin Ford, Ben Green, Sergei Konyagin, James Maynard y Terence Tao, inicialmente en dos grupos de investigación separados y luego en combinación, mejoraron el límite inferior para el tamaño de la brecha más larga entre dos primos consecutivos de tamaño como máximo {\displaystyle X}. La forma del límite anteriormente más conocido, esencialmente debido a Rankin, no se había mejorado durante 76 años.
Más recientemente, Green ha considerado cuestiones aritméticas relacionadas con la teoría de Ramsey. Junto con Tom Sanders demostró que, si un cuerpo finito suficientemente grande de orden primo se colorea con un número fijo de colores, entonces el campo tiene elementos {\displaystyle x,y} tales que todos {\displaystyle x,y,x{+}y,xy} tienen el mismo color.
También ha estado involucrado en los nuevos desarrollos de Croot-Lev-Pach-Ellenberg-Gijswijt en la aplicación del método polinómico para limitar el tamaño de los subconjuntos de un espacio vectorial finito sin soluciones a ecuaciones de primer grado. Adaptó estos métodos para probar, en campos de función, una versión fuerte del teorema de Sárközy.

## Premios y distinciones
Green ha sido miembro de la Royal Society desde 2010, y miembro de la American Mathematical Society desde 2012. Fue elegido por la Deutsche Mathematiker-Vereinigung para la Lectura Gauss en 2013.
Además, ha recibido varios premios:
- 2004: Premio de Investigación Clay
- 2005: Premio Salem
- 2005: Premio Whitehead[17]
- 2007: Premio SASTRA Ramanujan
- 2008: Ganador del premio de la European Mathematical Society
- 2014: Medalla Sylvester, otorgada por la Royal Society
- 2019: Premio Senior Whitehead de la London Mathematical Society